# Tóth Imre (vízilabdázó)
Tóth Imre (Budapest, 1963. november 3. –) válogatott vízilabdázó, olimpikon.

## Játékos pályafutása
A Vasas Izzóban kezdett vízilabdázni. 1982-ben a Spartacusba igazolt, mivel korábbi csapatában nem tartottak rá igényt. Ebben a szezonban mutatkozott be az OB I-ben. Új klubjával a 12. helyen végzett. Tóth 20 gólt szerzett. A következő évben 66 találatot ért el, csapatával a hetedik helyen zárt. 1984-ben 48 góljával második lett a góllövőlistán. A bajnokságban a negyedik helyen végzett. Ebben az évben a válogatottban is bemutatkozhatott. Novemberben, Moszkvában debütált. Az 1984–1985-ös bajnokságban bár ismét a második legeredményesebb játékos lett, a Spartacus csak a 12. helyen végzett. Az 1985–1986-os szezon nagy részét kihagyta és csak 12 mérkőzésen szerepelt. Ezeken 34 gólt jegyzett. Tagja volt az 1986-os férfi vízilabda-világbajnokságon kilencedik helyen végzett válogatottnak. Ezen a tornán 5 gólt ért el.
Az 1986–1987-es bajnokságban bronzérmet ért el. 103 góllal gólkirályi címet szerzett.  Csapatával a magyar kupa döntőjéig jutott. Az 1987-es férfi vízilabda-Európa-bajnokságon ötödik volt. A góllövőlistán 19 góllal harmadik lett. A következő szezonban hetedik volt. A bajnokság során 68 gólt ért el, ami a rangsor negyedik helyéhez volt elegendő. Az magyar kupában első helyen végzett. A szöuli olimpián ötödik helyen zárt a válogatottal. A tornán kilenc gólt lőtt. 1988 decemberében a klubjával a KEK döntőjében szerepelt, de nem sikerült nyerniük.  Az 1988–1989-es bajnokságban nyolcadik helyezést ért el. A góllövőlistán 98 találattal második lett. A világ kupán a válogatott játékosaként bronzérmes volt. 12 góljával a torna harmadik legjobb gólszerzője lett. 1989-es férfi vízilabda-Európa-bajnokságon kilencedik helyezést szerzett. A góllövőlistán ötödik volt. Az 1989–1990-es bajnokságban ismét nyolcadik volt. A világ kupán és a jóakarat játékokon bronzérmes volt. Az 1991-es férfi vízilabda-világbajnokságon harmadik helyen végzett.
Az 1990–1991-es szezonban az olasz RN Florentia játékosa volt. Csapatával harmadik helyezést ért el az olasz bajnokságban. 1991-es férfi vízilabda-Európa-bajnokságon ötödik helyen végzett, a világ kupán negyedik volt. Az 1991–1992-es magyar bajnokságban a Tungsram játékosaként bajnokságot nyert. Az 1992-es olimpiai játékokon hatodik helyezést ért el. Ezt követően a Kemény Dénes által irányított Comóhoz igazolt, ahol több éven át szerepelt. 1996-tól a Spartacus, a Honvéd Spartacus, majd a Honvéd játékosa lett. 2001-ben és 2002-ben magyar bajnokságot nyert. Ezután visszavonult és a Honvéd másodedzője lett. 2008-ban a vezetőedzői posztot is betöltötte. Később a Honvéd utánpótlás csapatainál dolgozott.
Fia Tóth Bendegúz vízilabdázó.

## Díjai, elismerései
- Az év magyar vízilabdázója (1990)
- A honvéd örökös bajnoka.[forrás?]